# Primera División de Uruguay 1942
Liga Profesional de Primera División 1942 var den 40:e säsongen av Uruguays högstaliga i fotboll, och elfte säsongen som ligan spelades på professionell nivå. Ligan spelades som ett seriespel där samtliga lag mötte varandra vid två tillfällen. Totalt spelades 90 matcher med 324 gjorda mål.
Nacional vann sin 17:e titel som uruguayanska mästare.

## Deltagande lag
10 lag deltog i mästerskapet, samtliga från Montevideo.

## Resultat
| Nr | Lag                  | S  | V  | O | F  | GM | IM | MS  | P  |
| -- | -------------------- | -- | -- | - | -- | -- | -- | --- | -- |
| 1  | Nacional             | 18 | 13 | 2 | 3  | 59 | 24 | +35 | 28 |
| 2  | Peñarol              | 18 | 11 | 3 | 4  | 43 | 22 | +21 | 25 |
| 3  | Montevideo Wanderers | 18 | 8  | 6 | 4  | 24 | 21 | +3  | 22 |
| 4  | IA Sud América       | 18 | 9  | 2 | 7  | 35 | 29 | +6  | 20 |
| 5  | Rampla Juniors       | 18 | 7  | 4 | 7  | 27 | 29 | −2  | 18 |
| 6  | Liverpool            | 18 | 7  | 3 | 8  | 31 | 34 | −3  | 17 |
| 7  | Racing Club          | 18 | 6  | 4 | 8  | 28 | 38 | −10 | 16 |
| 8  | Central FC           | 18 | 7  | 1 | 10 | 31 | 39 | −8  | 15 |
| 9  | CA Defensor          | 18 | 3  | 5 | 10 | 29 | 49 | −20 | 11 |
| 10 | River Plate          | 18 | 2  | 4 | 12 | 17 | 39 | −22 | 8  |